# La misa ha terminado (película)
La messa è finita (cuyo título en español es La misa ha terminado) es una película de 1985 dirigida por el director italiano Nanni Moretti.
Ganadora del Oso de Plata, el Gran Premio del Jurado y la mención especial del jurado Cicae en el Festival de Cine de Berlín 1986.

## Argumento
En los años ochenta don Giulio era un sacerdote que había estado en una isla durante varios años, a su regreso a Roma que es su ciudad natal llega a una pequeña parroquia. Reanuda las relaciones con su familia y trata de reanudar el contacto con los amigos de la infancia. Sin embargo, pronto se da cuenta de que todo ha cambiado: su amigo Saverio, decepcionado por un amor que terminó mal, se ha deprimido y encerrado en su casa, Cesare declara su intención de acercarse al catolicismo, pero se trata de una decisión basada en la conveniencia pero no en una verdadera fe. Otro amigo, Andrea, tiene cargos por terrorismo y está enfrentando un proceso judicial. El ex sacerdote de la parroquia, Don Antonio, vive cerca de la iglesia y formó una familia. Otro amigo, Gianni, vive su homosexualidad no declarada.
La peor situación es, sin embargo, dentro de su familia, donde su padre, ya viejo, se enamora de una mujer más joven y deja a su esposa, que entra en una profunda depresión. Mientras que el joven sacerdote estaba perdiendo el entusiasmo que había caracterizado su llegada a la parroquia, su madre, incapaz de aceptar la partida de su esposo, se suicida. Por si fuera poco, su hermana Valentina le informa de que tiene la intención de irse a vivir sola y abortar al niño concebido con su novio Simone, un joven extravagante cuyo único interés es la observación de aves en las montañas. En la celebración de la Misa para el matrimonio de Cesare, Giulio anuncia a los fieles que desea abandonar la parroquia, para ir a una misión a distancia en la Patagonia .donde durante muchos años había realizado su trabajo un fraile franciscano que conoció en Roma. Al final de la celebración tuvo la oportunidad de recuperar el sentido de su sacerdocio.

## Reparto
| Actor                | Personaje                          |
| -------------------- | ---------------------------------- |
| Nanni Moretti        | don Giulio                         |
| Marco Messeri        | Saverio                            |
| Ferruccio De Ceresa  | Padre de Giulio                    |
| Enrica Maria Modugno | Valentina, hermana de Giulio       |
| Eugenio Masciari     | Eugenio                            |
| Luisa De Santis      | Luisa De Santis, esposa de Eugenio |
| Margarita Lozano     | Madre de Giulio                    |
| Roberto Vezzosi      | Cesare                             |
| Vincenzo Salemme     | Andrea                             |
| Dario Cantarelli     | Gianni                             |
| Mauro Fabretti       | Simone                             |
| Giovanni Buttafava   | Abogado                            |

## Banda sonora
En esta película se ve la primera colaboración de Nicola Piovani con Moretti después de sus cuatro primeras películas en las que Moretti había trabajado con música de Franco Piersanti. De la banda sonora forma parte la canción Ritornerai de 1964 de Bruno Lauzi, Sei bellissima de Loredana Bertè y I treni di Tozeur de Franco Battiato.